# Kōsuke Kindaichi
Kōsuke Kindaichi (金田一 耕助, Kindaichi Kōsuke) est un détective japonais fictif créé par Seishi Yokomizo, un romancier renommé.   
Le premier roman où apparait le détective, The Case of the Honjin Murder, est un huis clos dans une ancienne famille, que beaucoup considèrent comme l'un des meilleurs romans policiers japonais, est publié en 1946.

## Affaires
La série « Kōsuke Kindaichi » comprend 77 « affaires » dont deux romans ont été traduits en français. 
- The Case of the Honjin Murder (本陣殺人事件, Honjin satsujin jiken?, avril 1946)
- Gokumon Island (獄門島, Gokumon-tō?, janvier 1947 - octobre 1948)
- Bat and Slug (1947)
- The Case of the Black Cat Restaurant (1947)
- A Killer (1947–1932)
- Black Orchid Princess (1948)
- Woman Walking at Night (夜歩く, Yoru aruku?, 1948)
- (八つ墓村, Yatsuhaka Mura?, March 1949 - March 1951)
- Death Mask (1949)
- The Inugami Clan (犬神家の一族, Inugami-ke no Ichizoku?, janvier 1950 - mai 1951)
- Mysterious Woman (1950)
- Under Hundred Suns (1951)
- Queen Bee (Rhyme of Vengeance) (女王蜂, Joōbachi?, juin 1951 – mai 1952)
- A Crow (1951)
- The Devil Comes and Plays His Flute (悪魔が来りて笛を吹く, Akuma ga Kitari te Fue o Fuku?, 1951-1953)
- Dead Man's Seat (1952)
- Lake of Mud (1953)
- Undying Butterfly (1953)
- Death Mask's Return (1953)
- The Bride in the Labyrinth (1954)
- Evil Man (1954)
- Garden of Demon (1954)
- Yurei Otoko (1954)
- Fallen Angel (1954)
- Mirage Island (1954)
- The Sleeping Bride (1954)
- Three Heads Tower (1955)
- Vampire Moth (1955)
- A Deadly Pond (1955)
- Head (1955)
- A Ghost in the Old Yard (1955)
- The Poisoned Arrow (1956)
- A Beautiful Waxwork (1956)
- Black Wing (1956)
- Death Angel's Arrow (1956)
- A Calendar of Witch (1956)
- A Cat in the Darkness (1956)
- Lady in the Dream (1956)
- The Seven Masks (1956)
- Tragedy at the House of Meiro (1956)
- Field of Beast (1956)
- Head of a Playing Cards Table (1957)
- Lady in the Mist (1957)
- A Lady During the Wartime (1957)
- Lady in the Mud (1957)
- Lady in the Suitcase (1957)
- Lady in the Mirror (1957)
- Lady in the Umbrella (1957)
- Lady in the Cell (1957)
- Murder at the Kagami Beach (1957)
- Mystery of the 13th Boat (1957)
- A Rhymes of a Devil's Ball (1957–1959)
- Beautiful Lady in the Jar (1957)
- Lady of the Fan (1957)
- Girl's Shadow Under the Door (1957)
- Demon's Birthday Festival (1958)
- Lady in the Cave (1958)
- Lady in the Coffin (1958)
- Cross of Fire (1958)
- Lady in the Red (1958)
- Lady in the Pupil (1958)
- Spade Queen (1958)
- Rose Villa (1958)
- A Demon Child (1958–1959)
- Inside a Perfume's Mind (1958)
- Villa in a Fog (1958)
- Human Face (1960)
- Female Leech (1960)
- Black and White (1960–1961)
- One Hundred Lips Song of Satan (1962)
- Lady in the Sundial (1962)
- The End of Hunting (1962)
- Black Tiger at Night (1963)
- Cat Mansion (1963)
- A Batman (1964)
- A Masked Party (1974)
- The House of Hanging on Hospital Slope (病院坂の首縊りの家, Byoinzaka no Kubikukuri no Ie?, décembre 1975)
- Demon's Island (1978–1980)

### Traductions françaises
- Le Village aux huit tombes (titre original : 八つ墓村　Yatsuhaka Mura) (1951)
- La Ritournelle du démon (titre original : 悪魔の手まり歌　Akuma no Temari Uta) (1959)

## Dans la culture populaire
Le réalisateur Kon Ichikawa a réalisé cinq films et un remake sur Kindaichi, avec Koji Ishizaka dans le rôle du détective :
- The Inugamis (1976)
- Akuma no temari-uta (1977)
- Gokumon-à (1977)
- La Reine des abeilles (1978)
- La Maison du pendu (1979)
- 1996 : Le Village aux huit tombes (八つ墓村, Yatsu haka mura?)
- The Inugamis (en) (2006)

## Voir également
- Kogoro Akechi